# Abel Frederiksen
Abel Jens Peter Frederiksen (* 10. Dezember 1881 in Iginniarfik; † unbekannt) war ein grönländischer Landesrat.

## Leben
Abel Frederiksen war der Sohn des Udstedsverwalters Niels Frederik Johan Henrik Frederiksen (1833–?) und seiner Ehefrau Debora Abelone Tekla Andreasen (1859–?). Sein jüngerer Bruder war der Landesrat Kasper Frederiksen (1890–?). Am 4. August 1905 heiratete er in Iginniarfik Karen Kristine Mariane Jeremiassen (1882–1919). Nach dem Tod seiner ersten Frau heiratete er 1920 in zweiter Ehe Sofie Julie Dorthea Jeremiassen (1879–?).
Abel Frederiksen war Jäger. Von 1911 bis 1917 war er Mitglied des ersten nordgrönländischen Landesrats. In der ersten Sitzung wurde er noch von Jakob Rasmussen vertreten.